# Adelheidstraße 14 (Quedlinburg)

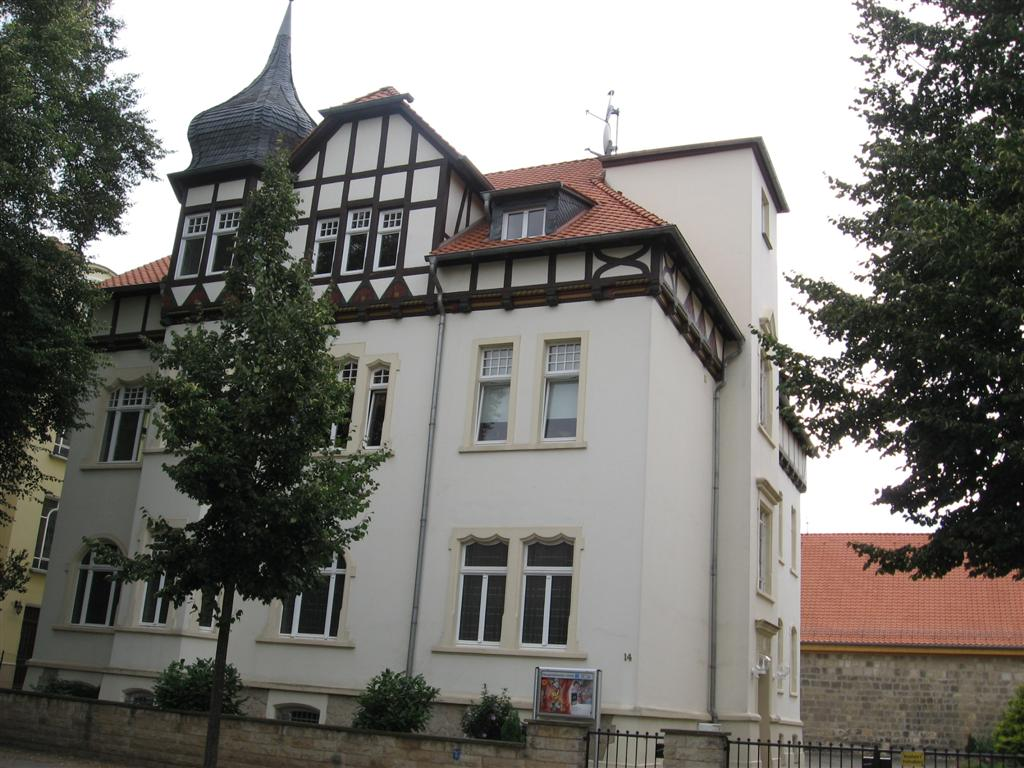
Adelheidstraße 14

Das Haus Adelheidstraße 14 ist eine denkmalgeschützte Villa in der Stadt Quedlinburg in Sachsen-Anhalt. 
Die Villa wurde 1904 für den Maschinenfabrikanten Ernst Lange errichtet. Die Fassade des Gebäudekubus ist im historistischen Stil gestaltet. Im Bereich des Dachgeschosses werden gestalterische Elemente niedersächsischer Fachwerkbauten und des Schlösserbaus aus der Zeit des 16. Jahrhunderts eingesetzt.